# Gegenes hottentota
Gegenes hottentota är en fjärilsart som beskrevs av Pierre André Latreille 1827. Gegenes hottentota ingår i släktet Gegenes och familjen tjockhuvuden. Inga underarter finns listade i Catalogue of Life.

## Bildgalleri

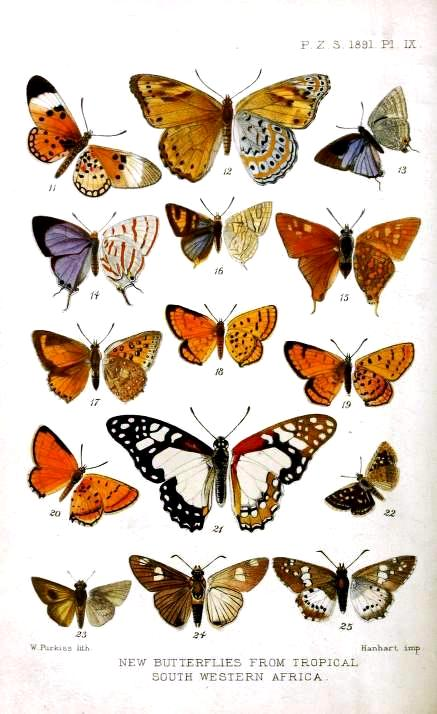